# Oussama El Azzouzi
Pour les articles homonymes, voir El Azzouzi.
Oussama El Azzouzi (en amazighe : ⵓⵙⴰⵎⴰ ⵍⵄⵣⵣⵓⵣⵉ, en arabe : أسامة العزوزي), né le 29 mai 2001 à Ede aux Pays-Bas, est un footballeur international marocain qui joue au poste de milieu défensif à l'AJ Auxerre, en prêt de Bologne FC.
Formé principalement au Vitesse Arnhem et au FC Groningue, il fait ses débuts professionnels en D2 néerlandaise avec le FC Emmen. Vice-champion en 2022, il est transféré à l'Union saint-gilloise avec lequel il dispute la Ligue Europa.
Actif en tant qu'international junior des Pays-Bas, il change de nationalité sportive, opte pour le Maroc, dispute et remporte la Coupe d'Afrique des nations U23 sous la houlette du sélectionneur Issame Charaï. En octobre 2023, il devient international marocain sous Walid Regragui avec l'équipe première du Maroc et participe plus tard à la CAN 2023.

## Biographie

### Naissance, famille et formation (2001-2020)
Oussama El Azzouzi naît à Ede et grandit à Veenendaal, une commune d'Utrecht aux Pays-Bas. Il est issu d'une famille marocaine berbérophone originaire de la tribu Ibaqouyen, située dans les montagnes entourant la ville d'Al Hoceïma. Il a un frère jumeau, Anouar El Azzouzi, qui évolue au PEC Zwolle, ainsi que deux grands frères : Ilias et Achraf El Azzouzi.
Inscrit par son père au VV VRC (nl), un club de son quartier, il intègre en 2011 le centre de formation du Vitesse Arnhem. Au sein de son parcours au Vitesse Arnhem, il parcours les catégories Vitesse/AGOVV U11 et U12, le Vitesse U13, U14 et U15 et inscrit au total seize buts en championnat junior et trois buts en Coupe.

### FC Emmen (2021-2022)
Le 1er juillet 2021, il s'engage librement en signant un contrat d'une saison au FC Emmen en deuxième division néerlandaise. Il parvient rapidement à gagner sa place de titulaire au sein d'un effectif mené par l'entraîneur Dick Lukkien (nl). Il choisit de porter le no 34 en hommage à Abdelhak Nouri.
Le 6 août 2021, il dispute son premier match officiel face au SC Telstar en entrant en jeu à la 76e minute à la place de Jari Vlak (nl) (match nul, 1-1). Le 15 octobre 2021, il reçoit sa première titularisation face à TOP Oss, délivrant ainsi sa première passe décisive sur le deuxième but inscrit par Jeroen Veldmate (nl) dans les dernières minutes du match (victoire, 1-2). Le 4 février 2022, il inscrit son premier but professionnel face à TOP Oss grâce à une passe décisive d'Azzeddine Toufiqui (nl) (victoire, 3-1).
Le 30 avril 2022, malgré une défaite face au FC Eindhoven (1-0), le FC Emmen est sacré champion de la deuxième division néerlandaise.

### Union Saint-Gilloise (2022-2023)
Le 30 juillet 2022, il s'engage pour quatre saisons à l'Union saint-gilloise en Pro League,. Il hérite du no 6 au sein d'un club sacré vice-champion lors de sa saison précédente, et qui est qualifié pour disputer la Ligue Europa,. Il est recruté pour pallier la doublure du capitaine Teddy Teuma.

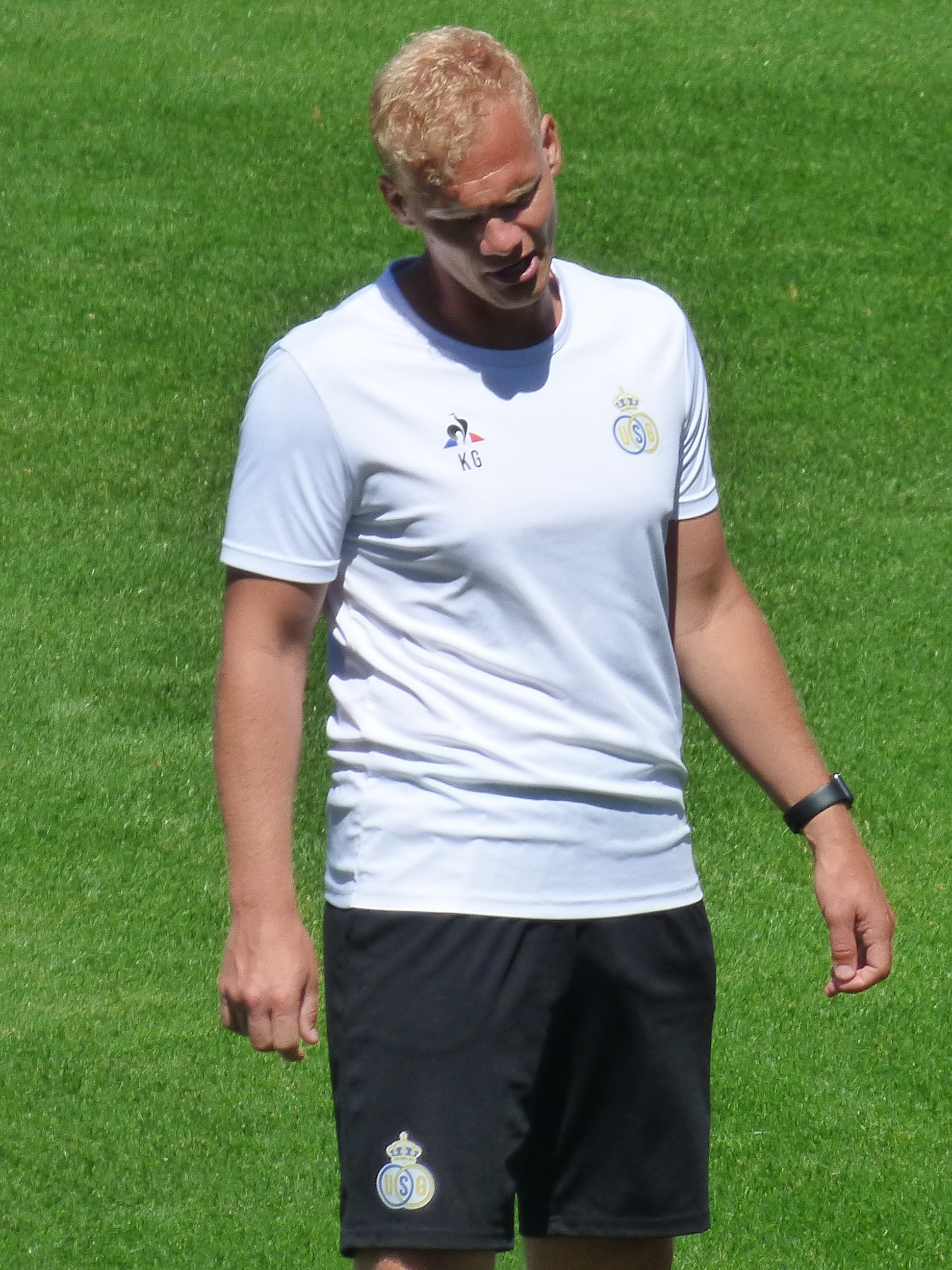
Karel Geraerts (ici en 2020) lance El Azzouzi en Ligue Europa.

Le 6 août 2022, il dispute son premier match face au KV Malines en entrant en jeu à la 62e minute à la place de Teddy Teuma (défaite, 3-0). Le 9 novembre 2022 à l'occasion d'un match de Coupe de Belgique, il est titularisé pour la première fois et inscrit un doublé face au Royal Cappellen FC. Le 26 décembre, il reçoit sa première titularisation en Pro League face au KV Ostende, selon les ordres de son entraîneur Karel Geraerts qui titularise régulièrement son concurrent Senne Lynen (victoire, 3-0).
Le 16 mars 2023, Oussama El Azzouzi reçoit sa première titularisation en Ligue Europa contre le FC Union Berlin, réalisant un bon match, enchainant les récupérations et les relances justes avec 93 % de passes réussies. N'ayant reçu que très peu de temps de jeu en Ligue Europa, Oussama El Azzouzi déclare après cette titularisation : « J’ai dû apprendre les vertus de la patience parce que comme tout le monde, j’ai toujours envie de jouer mais je peux comprendre cette décision du coach vu que l’équipe tourne bien et qu’elle est deuxième au classement. Après, je pense avoir saisi ma chance : j’ai remporté beaucoup de seconds ballons, pas mal de duels aussi. »,. L'Union SG réalise un parcours remarquable en atteignant les quarts de finale, sortis par le Bayer 04 Leverkusen,.
En fin de saison, il dispute les play-offs du championnat belge, terminant à la troisième place de la Jupiler Pro League derrière le Royal Antwerp FC et le KRC Genk. En Coupe de Belgique, il atteint les demi-finales, sorti par le Royal Antwerp FC aux tirs au but.

### Bologne FC (depuis 2023)
Le 18 juillet 2023, il passe sa visite médicale au Bologne FC. Deux jours plus tard, son transfert est officialisé via les réseaux sociaux du club et du joueur-même,. Il signe ainsi un contrat de quatre saisons pour un montant de deux millions d'euros,. Il est ainsi accueillit par l'entraîneur Thiago Motta. Le 28 juillet, il apparaît pour la première fois sur le banc de touche de Bologne à l'occasion d'un match de pré-saison contre l'AS Monaco (défaite, 2-3).
El Azzouzi joue son premier match professionnel le 11 août 2023 contre le Cesena FC à l'occasion d'un match de Coupe d'Italie en entrant en jeu à la 61e minute en remplaçant Niklas Pyyhtiä au Stade Renato-Dall'Ara (victoire, 2-0). Le 28 septembre, il reçoit sa première titularisation en championnat contre l'AC Monza (match nul, 0-0). Trois jours plus tard, il entre en jeu contre l'Empoli FC et délivre sa première passe décisive sur le troisième but inscrit par Riccardo Orsolini (victoire, 3-0). Le 28 octobre, il entre en jeu à la place de Michel Aebischer à la 69e minute et se blesse gravement 15 minutes plus tard à l'occasion d'un match de championnat contre l'US Sassuolo.
Le 6 janvier 2024, il est le vainqueur du prix du meilleur sportif de Veenendaal lors d'un gala de sport. Alors qu'Oussama est absent de ce gala à la suite de sa présence avec la sélection marocaine pour la CAN 2023, son frère Ilias El Azzouzi prend le relais et marque sa présence pour ce prix,.
Le 22 avril 2024, il inscrit un retourné acrobatique et délivre une passe décisive contre l'AS Rome à l'occasion de la 33e journée du championnat italien (victoire, 1-3),,.
Lors des Jeux olympiques d'été de 2024 qu'il dispute avec le Maroc olympique, il se blesse, le contraignant d'être éloigné du terrain pendant près d'une demi-saison. Il participe à quelques matchs de la saison 2024-2025, et remporte en fin de saison, le 14 mai 2025, la Coupe d'Italie grâce à une finale remportée contre l'AC Milan (victoire, 0-1),.

### Carrière internationale

#### Entre les Pays-Bas et le Maroc et CAN U23 (2015-2023)
Oussama El Azzouzi reçoit ses premières sélections avec l'équipe des Pays-Bas des moins de 15 et 16 ans entre 2015 et 2016 en tant que joueur du Vitesse Arnhem. Sélectionné quatre ans plus tard avec le Maroc -20 ans en 2020 avec son frère jumeau Anouar El Azzouzi, la trêve internationale est finalement annulée à cause de la pandémie de Covid-19.
Le 16 mars 2023, il révèle via ses réseaux sociaux sa première convocation avec l'équipe du Maroc olympique entraînée par Issame Charaï, à l'occasion des préparations à la Coupe d'Afrique des nations des moins de 23 ans (CAN U23). Le 22 mars 2023, il rejoint le Maroc olympique pour un match amical face à la Côte d'Ivoire olympique à Rabat dans le cadre des préparations à la CAN U23 qui se déroule au Maroc en 2023,. Lors de ce match, il est titularisé (défaite, 2-3). Deux jours plus tard, il est mis sur le banc lors d'un amical face au Togo olympique pour faire place à Oussama Targhalline (victoire, 2-0). Il enchaîne avec une entrée en jeu face à l'Ouzbékistan olympique, le 27 mars (victoire, 3-0).

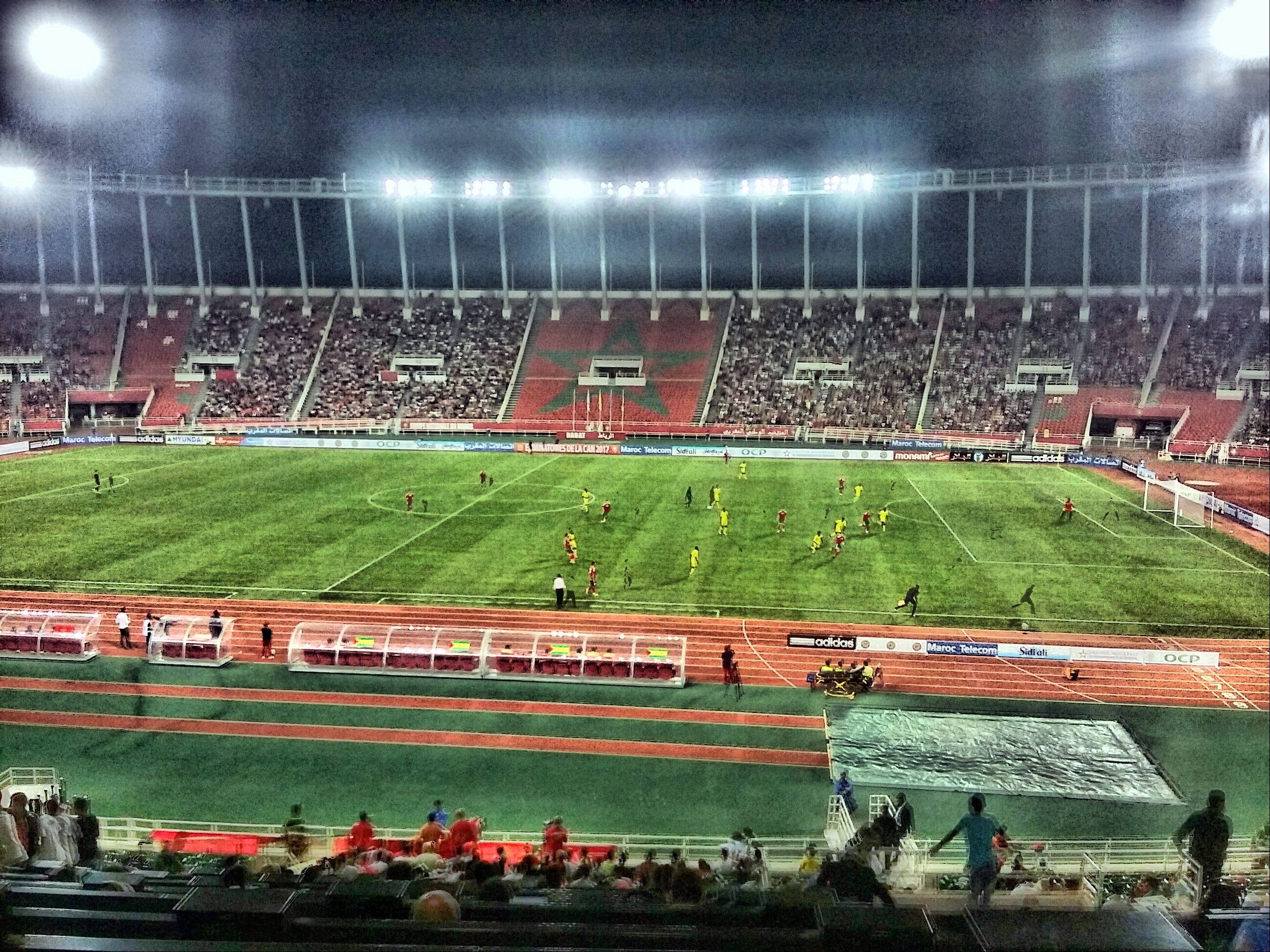
El Azzouzi dispute la totalité des matchs de la CAN U23 en tant que titulaire à Rabat.

Le 9 juin 2023, il figure sur la liste définitive d'Issame Charaï pour prendre part à la CAN U23 qui a lieu au Maroc. Les matchs de phase de groupe ont lieu en fin de mois de juin contre la Guinée olympique, le Ghana olympique et la Congo olympique au Complexe sportif Moulay-Abdallah de Rabat. Mis sur le banc lors du premier match contre la Guinée olympique (victoire, 2-1), il est titularisé lors de la deuxième journée de la CAN U23 contre le Ghana olympique et valide ainsi son ticket pour les demi-finales de la compétition après une victoire de 5-1,. Le 30 juin, à l'occasion du troisième match, il entre en jeu à la 67e minute en remplaçant Benjamin Bouchouari contre le Congo olympique (victoire, 1-0),. La finale est remportée par le Maroc en prolongation contre l'Égypte olympique grâce à un but d'Oussama Targhalline (victoire, 2-1),. Lors de l'après-match et interviewé par la presse locale, il déclare : « J'aurais préféré mourir sur le terrain plutôt que de perdre contre l'Égypte », suivi d'une autre déclaration : « Je pense que l'Égypte n'a pas joué au football. Ils n'ont que pleurer et simulé des blessures. »,. Ces propos nécessitant une polémique dans la presse égyptienne,,,.
Sélectionné en septembre 2023, il dispute un match amical le 7 septembre contre le Brésil olympique à Fès en étant titularisé par Issame Charaï (victoire, 1-0),. Un deuxième match amical prévu le 11 septembre dans la même ville est annulé par la fédération marocaine à la suite du séisme au Maroc,. Cette trêve internationale avec les U23 entre dans le cadre des préparations pour les Jeux olympiques d'été de 2024 à Paris.
Le 4 juillet 2024, il est sélectionné par Tarik Sektioui dans une liste de 22 joueurs avec le Maroc olympique pour prendre part aux Jeux olympiques 2024,.

#### Équipe du Maroc (depuis 2023)
Le 4 octobre 2023, il reçoit sa première convocation avec l'équipe première du Maroc entraînée par Walid Regragui pour des matchs contre la Côte d'Ivoire au Stade Félix-Houphouët-Boigny d'Abidjan et le Liberia au Stade Adrar d'Agadir,. Un jour après l'annonce, El Azzouzi déclare à la presse néerlandaise : « Ce qui était un rêve est devenu réalité. Je suis tellement reconnaissant d'avoir été sélectionné et je défendrai de tout cœur le drapeau du Maroc. ». Lors du premier match contre la Côte d'Ivoire, il est mis sur le banc pendant 90 minutes, laissant place à Noussair Mazraoui dans le poste de milieu de terrain (match nul, 1-1). Lors du deuxième match de cette trêve, il fait ses débuts en étant titularisé, le 17 octobre contre le Liberia, palliant ainsi une blessure de Sofyan Amrabat, absent depuis plusieurs matchs (victoire, 3-0). En conférence d'après match, Regragui déclare à propos d'El Azzouzi : « Je n'ai pas voulu le faire entrer contre la Côte d'Ivoire. Il est jeune. Je voulais le mettre dans un bon environnement afin qu'il puisse montrer ses qualités », expliquant ainsi sa titularisation lors du deuxième match.
En décembre 2023, il est présélectionné par Walid Regragui dans une liste de 55 joueurs pour disputer la CAN 2023 en Côte d'Ivoire.  Le 28 décembre 2023, il est retenu dans la liste des vingt-sept joueurs marocains sélectionnés par Walid Regragui pour disputer la Coupe d'Afrique des nations 2023,,. Mis sur le banc durant toute la compétition, El Azzouzi ne dispute aucune minute de jeu. En huitièmes de finale, les Lions de l'Atlas sont éliminés par l'Afrique du Sud avec un score de 2-0, mettant fin à leur parcours dans le tournoi sans qu'El Azzouzi n'ait eu l'occasion de participer sur le terrain,.

## Style de jeu
Droitier de grande stature, mesurant un impressionnant 1 mètre 89, Oussama El Azzouzi incarne la nouvelle génération de milieux défensifs modernes. Issu de l'école hollandaise du Vitesse Arnhem, son jeu est à la fois fort et agressif, marqué par sa détermination sans faille sur le terrain. Malgré son gabarit imposant, il ne recule jamais devant les duels physiques et n'hésite pas à s'engager dans des confrontations musclées pour récupérer le ballon. Cependant, cette intensité peut parfois le conduire à exprimer beaucoup d'émotion lors des matchs, et il est connu pour sa tendance à s'enflammer occasionnellement, illustrant sa passion pour le jeu. Sa polyvalence est manifeste, étant à la fois un maillon essentiel dans la construction du jeu et un défenseur robuste. Il excelle dans les duels aériens et se révèle redoutable en effectuant des interceptions tactiques qui brisent les lignes de passe adverses. Son calme et sa maîtrise de la possession sont manifestes, particulièrement dans des systèmes à un milieu de terrain à trois joueurs.
En termes tactiques, El Azzouzi s'illustre principalement en tant que milieu de terrain défensif dans des formations en 4-3-3 ou en 4-2-3-1, mais il sait s'adapter aux préférences de ses entraîneurs. Son intelligence tactique se révèle dans sa capacité à contrôler le tempo du jeu, à savoir quand retenir le ballon et à ralentir le jeu. Il démontre une technique de dribble impressionnante qui lui permet d'échapper à la pression adverse tout en maintenant la possession. Ses passes sont précises, lui permettant de trouver ses coéquipiers dans des positions avantageuses pour créer des occasions de but. Comparé à Sofyan Amrabat, il incarne la nouvelle génération de milieux défensifs avec assurance.
Oussama El Azzouzi a fait ses débuts professionnels sous la direction de Dick Lukkien en D2 néerlandaise avant de rejoindre l'Union saint-gilloise, où il a initialement occupé le rôle de remplaçant du capitaine Teddy Teuma. Sous l'entraîneur Karel Geraerts, il a progressé de manière significative, gagnant en maturité et en expérience. En 2023, Geraerts a souligné sa progression constante en affirmant : « Il a beaucoup progressé, travaillant dans l'ombre, passant de l'adolescence à l'âge adulte ». Après avoir rejoint le Bologne FC la même année, il a rapidement fait preuve de sa capacité exceptionnelle à lire le jeu, à anticiper les mouvements adverses et à dicter le rythme du jeu, même en s'adaptant au style défensif italien. En représentant le Maroc olympique, il a apporté ces qualités à l'équipe nationale, contribuant au succès lors de la Coupe d'Afrique des nations des moins de 23 ans (CAN U23) sous la houlette d'Issame Charaï. Portant le no 17 en sélection, sa vision du jeu a été cruciale pour remporter le titre continental. Entouré de talents tels qu'Oussama Targhalline, Amir Richardson et Benjamin Bouchouari, El Azzouzi a joué un rôle essentiel dans l'obtention de ce sacre.

## Statistiques

### Statistiques détaillées
| Saison                | Club                  | Championnat           | Championnat | Championnat | Championnat | Coupe(s) nationale(s) | Coupe(s) nationale(s) | Coupe(s) nationale(s) | Compétition(s) continentale(s) | Compétition(s) continentale(s) | Compétition(s) continentale(s) | Compétition(s) continentale(s) | Maroc | Maroc | Maroc | Total | Total | Total |
| Saison                | Club                  | Division              | M.          | B.          | P.d.        | M.                    | B.                    | P.d.                  | Comp.                          | M.                             | B.                             | P.d.                           | M.    | B.    | P.d.  | M.    | B.    | P.d.  |
| 2021-2022             | FC Emmen              | Eerste Divisie        | 34          | 1           | 3           | 2                     | 0                     | 1                     | -                              | -                              | -                              | -                              | -     | -     | -     | 36    | 1     | 4     |
| 2022-2023             | Union Saint-Gilloise  | Jupiler Pro League    | 23          | 0           | 0           | 4                     | 2                     | 0                     | C3                             | 7                              | 0                              | 0                              | -     | -     | -     | 34    | 2     | 0     |
| 2023-2024             | Bologne FC            | Serie A               | 10          | 0           | 1           | 2                     | 0                     | 0                     | -                              | -                              | -                              | -                              | 1     | 0     | 0     | 13    | 0     | 1     |
| 2024-2025             | Bologne FC            | Serie A               | -           | -           | -           | -                     | -                     | -                     | C1                             | -                              | -                              | -                              | -     | -     | -     | 0     | 0     | 0     |
| Total sur la carrière | Total sur la carrière | Total sur la carrière | 67          | 1           | 4           | 8                     | 2                     | 1                     | -                              | 7                              | 0                              | 0                              | 1     | 0     | 0     | 83    | 3     | 5     |

### En sélection marocaine U23
Le tableau suivant liste les rencontres de l'équipe du Maroc U23 des catégories des jeunes dans lesquelles Oussama El Azzouzi a été sélectionné depuis le 22 mars 2023.
| Catégorie | Date             | Lieu          | Adversaire    | Résultat | Minutes | Compétition     | Buts | Passes | Capitaine | Club       |
| --------- | ---------------- | ------------- | ------------- | -------- | ------- | --------------- | ---- | ------ | --------- | ---------- |
| Maroc U23 | 22 mars 2023     | Rabat         | Côte d'Ivoire | 2 – 3    | 90 min  | Match amical    | 0    | 0      | Non       | RUSG       |
| Maroc U23 | 27 mars 2023     | Rabat         | Ouzbékistan   | 3 – 0    | 90 min  | Match amical    | 0    | 0      | Non       | RUSG       |
| Maroc U23 | 15 juin 2023     | Rabat         | Mauritanie    | 4 – 1    | -       | Match amical    | 0    | 0      | Non       | RUSG       |
| Maroc U23 | 19 juin 2023     | Rabat         | Zambie        | 3 – 1    | -       | Match amical    | 0    | 0      | Non       | RUSG       |
| Maroc U23 | 27 juin 2023     | Rabat         | Ghana         | 5 – 1    | 66 min  | CAN U23         | 0    | 0      | Non       | RUSG       |
| Maroc U23 | 30 juin 2023     | Rabat         | Congo         | 1 – 0    | 67 min  | CAN U23         | 0    | 0      | Non       | RUSG       |
| Maroc U23 | 4 juillet 2023   | Rabat         | Mali          | 2 – 2    | 105 min | CAN U23         | 0    | 0      | Non       | RUSG       |
| Maroc U23 | 8 juillet 2023   | Rabat         | Égypte        | 2 – 1    | 97 min  | CAN U23         | 0    | 0      | Non       | RUSG       |
| Maroc U23 | 7 septembre 2023 | Fès           | Brésil        | 1 – 0    | 90 min  | Match amical    | 0    | 0      | Oui       | Bologne FC |
| Maroc U23 | 24 juillet 2024  | Saint-Étienne | Argentine     | 1 – 2    | 80 min  | Jeux olympiques | 0    | 0      | Non       | Bologne FC |
| Maroc U23 | 27 juillet 2024  | Saint-Étienne | Ukraine       | 2 – 1    | 87 min  | Jeux olympiques | 0    | 0      | Non       | Bologne FC |
| Maroc U23 | 30 juillet 2024  | Nice          | Irak          | 3 – 0    | 85 min  | Jeux olympiques | 0    | 0      | Non       | Bologne FC |
| Maroc U23 | 2 août 2024      | Paris         | États-Unis    | 4 – 0    | 90 min  | Jeux olympiques | 0    | 0      | Non       | Bologne FC |
| Maroc U23 | 5 août 2024      | Marseille     | Espagne       | 2 – 1    | 90 min  | Jeux olympiques | 0    | 0      | Non       | Bologne FC |

### Matchs internationaux
Le tableau suivant liste les rencontres de l'équipe du Maroc dans lesquelles Oussama El Azzouzi a été sélectionné depuis le 17 octobre 2023 jusqu'à présent.
| # | Date            | Stade                           | Adversaire   | Résultat | Minutes | Compétition                  | Buts | Passes | Capitaine | Club       |
| - | --------------- | ------------------------------- | ------------ | -------- | ------- | ---------------------------- | ---- | ------ | --------- | ---------- |
| 1 | 17 octobre 2023 | Stade Adrar, Agadir             | Liberia      | 3 - 0    | 90 min  | Éliminatoires de la CAN 2023 | 0    | 0      | Non       | Bologne FC |
| 2 | 11 janvier 2024 | Stade Auguste-Denise, San-Pédro | Sierra Leone | 3 - 1    | 15 min  | Match amical (hors-FIFA)     | 0    | 0      | Non       | Bologne FC |
| 3 | 22 mars 2024    | Stade Adrar, Agadir             | Angola       | 1 – 0    | 15 min  | Match amical                 | 0    | 0      | Non       | Bologne FC |
| 4 | 26 mars 2024    | Stade Adrar, Agadir             | Mauritanie   | 0 – 0    | 90 min  | Match amical                 | 0    | 0      | Non       | Bologne FC |
| 5 | 7 juin 2024     | Stade Adrar, Agadir             | Zambie       | 2 – 1    | 90 min  | Éliminatoires de la CDM 2026 | 0    | 0      | Non       | Bologne FC |
| 6 | 9 juin 2025     | Complexe sportif de Fès, Fès    | Bénin        | 1 – 0    | 7 min   | Match amical                 | 0    | 0      | Non       | Bologne FC |

| Résultat : - G = Victoire - N = Match nul - P = Défaite |

## Palmarès
Oussama El Azzouzi est champion de la D2 néerlandaise (Eerste Divisie) lors de la saison 2021-2022 avant de s'engager à l'Union saint-gilloise pour atteindre les demi-finales de la Coupe de Belgique et les quarts-de-finales de la Ligue Europa.
Au niveau de la sélection, il remporte la Coupe d'Afrique des nations des moins de 23 ans (CAN U23) en 2023.

### En club
FC Emmen
- Eerste Divisie :
  - Champion : 2022

 Bologne FC
- Coupe d'Italie :
  - Vainqueur : 2025

### En sélection
Maroc -23 ans
- Coupe d'Afrique des nations :
  -  Vainqueur : 2023.

- Jeux olympiques
  -  Bronze : Paris 2024

### Distinctions personnelles
- 2024 : Vainqueur du prix du meilleur sportif de Veenendaal[32],[33]

## Sources
- François Garitte, « Oussama El Azzouzi, l’Unioniste qui a saisi sa chance : “Je lui disais chaque jour sur FaceTime de rester patient” », La DH Les Sports+,‎ 28 décembre 2022 (lire en ligne)
- Vincent Josephy, « Union: Oussama El Azzouzi, le joker précieux à plus d’un titre », Sudinfo.be,‎ 23 mai 2023 (lire en ligne)
- Vincent Josephy, « El Azzouzi, Sykes, Nilsson, Puertas: ces hommes de l’ombre qui font la force de l’Union », Le Soir,‎ 30 mai 2023 (lire en ligne)
- François Garitte, « El Azzouzi, la bonne surprise de l'Union: "Il est arrivé comme un gamin et devenu un homme" », L'Avenir (Belgique),‎ 31 mai 2023 (lire en ligne)
- « Oussama El Azzouzi, un aplomb qui force le respect », Libération (journal marocain),‎ 4 juin 2023 (lire en ligne)